# The True Lives of the Fabulous Killjoys
The True Lives of the Fabulous Killjoys ist ein 2013 erschienener Comic, der von Gerard Way und Shaun Simon geschrieben und von Becky Cloonan illustriert wurde. Die Reihe wurde im Original von Dark Horse Comics veröffentlicht, in Deutschland erschien der Comic 2014 bei Panini Comics.

## Handlung
Vor vielen Jahren kämpften die Widerstandskämpfer Killjoys gegen den tyrannischen Konzern Better Life Industries, der Menschen ihren eigenen Willen raubt. Doch inzwischen fehlt jede Spur von den  Killjoys und man vermutet, dass Killjoys gestorben sind. Niemand leistet mehr Widerstand. Es gibt zwar einige, die sich weiterhin als Killjoys bezeichnen, doch sie folgen lange nicht mehr den Idealen der einstigen Helden.
Ein mysteriöses Mädchen erscheint und es stellt sich heraus, dass sie einst von  Better Life Industries entführt wurde und nur dank den Killjoys entkommen konnte. Von den Killjoys fehlt seit jener Schicksalshaften Schlacht jede Spur. Deswegen ist sie entschlossen selbst Widerstand zu leisten und trifft dabei auf alte Bekannte.

## Figuren
Party Poison
Der Anführer der Killjoys ist eine Persona, basierend auf dem My-Chemical-Romance-Mitglied Gerard Way. Sein Markenzeichen ist eine häufig gelbe Maske, die einem Mäusekopf ähnelt. Das blaue Fell sticht besonders hervor.
Fun Ghoul
Fun Ghoul ist ein Killjoy, dessen Persona auf dem My-Chemical-Romance-Mitglied Frank Iero basiert.
Kobra Kid
Der Killjoy Kobra Kid basiert auf dem My-Chemical-Romance-Mitglied Mikey Way.
Jet Star
Jet Star ist ein Killjoy, dessen Persona auf dem My-Chemical-Romance-Mitglied Ray Toro basiert.
The Girl
Sie wurde von Better Life Industries entführt, als sie noch ein Kind war. Die Killjoys kamen, um sie zu befreien und sie konnte fliehen. Nun ist sie der Hauptcharakter und der Comic dreht sich hauptsächlich, aber nicht ausschließlich, um ihre Entwicklung. Sie wird später von einer Katze begleitet.
Dr. Death Defying
Dr. Death Defying ist ein Funkamateur, Moderator und DJ seines eigenen Radiosenders, der nach dem Tod der Killjoys ebenfalls nicht mehr gesehen wurde.

## Veröffentlichung
In den USA erschienen zwischen Juni und Dezember 2013 insgesamt sechs Hefte von The True Lives of the Fabulous Killjoys bei Dark Horse Comics. Das erste Heft erschien kostenlos im Rahmen des „Free Comic Book Day“ am 4. Mai 2013. Die deutsche Übersetzung von Gerlinde Althoff veröffentlichte Panini Comics im Juli 2014 in einem Sammelband (Softcover, 160 Seiten, ISBN 978-3-86201-967-0). Der Titel wurde fast vollständig dem vierten Album Danger Days: The True Lives of the Fabulous Killjoys der Band My Chemical Romance entnommen, in der Gerard Way als Sänger aktiv ist. Die Geschichte der Comics ist eine inhaltliche Fortsetzung des gleichnamigen Konzeptalbums und knüpft ebenfalls an einige Musikvideos der Band an, etwa zu den Liedern Na Na Na (Na Na Na Na Na Na Na Na Na) und SING.